# ألدو جارا
ألدو جارا (بالإسبانية: Aldo Jara)‏ هو مدرب كرة قدم ولاعب كرة قدم باراغواياني في مركز الهجوم، ولد في 25 أبريل 1984 في أسونسيون في باراغواي. لعب مع سبورت وانكايو ونادي يونيفرسيتاريو.

## وصلات خارجية
- ألدو جارا على موقع قاعدة بيانات كرة القدم.إي يو (الإنجليزية)
- ألدو جارا على موقع Soccerway.com (الإنجليزية)